# Strzaliny
Strzaliny – wieś w Polsce, w województwie zachodniopomorskim, w powiecie wałeckim, w gminie Tuczno, 4 km na wschód od Tuczna. We wsi ryglowy kościół z XVII w., wewnątrz ołtarz główny z XVIII w.

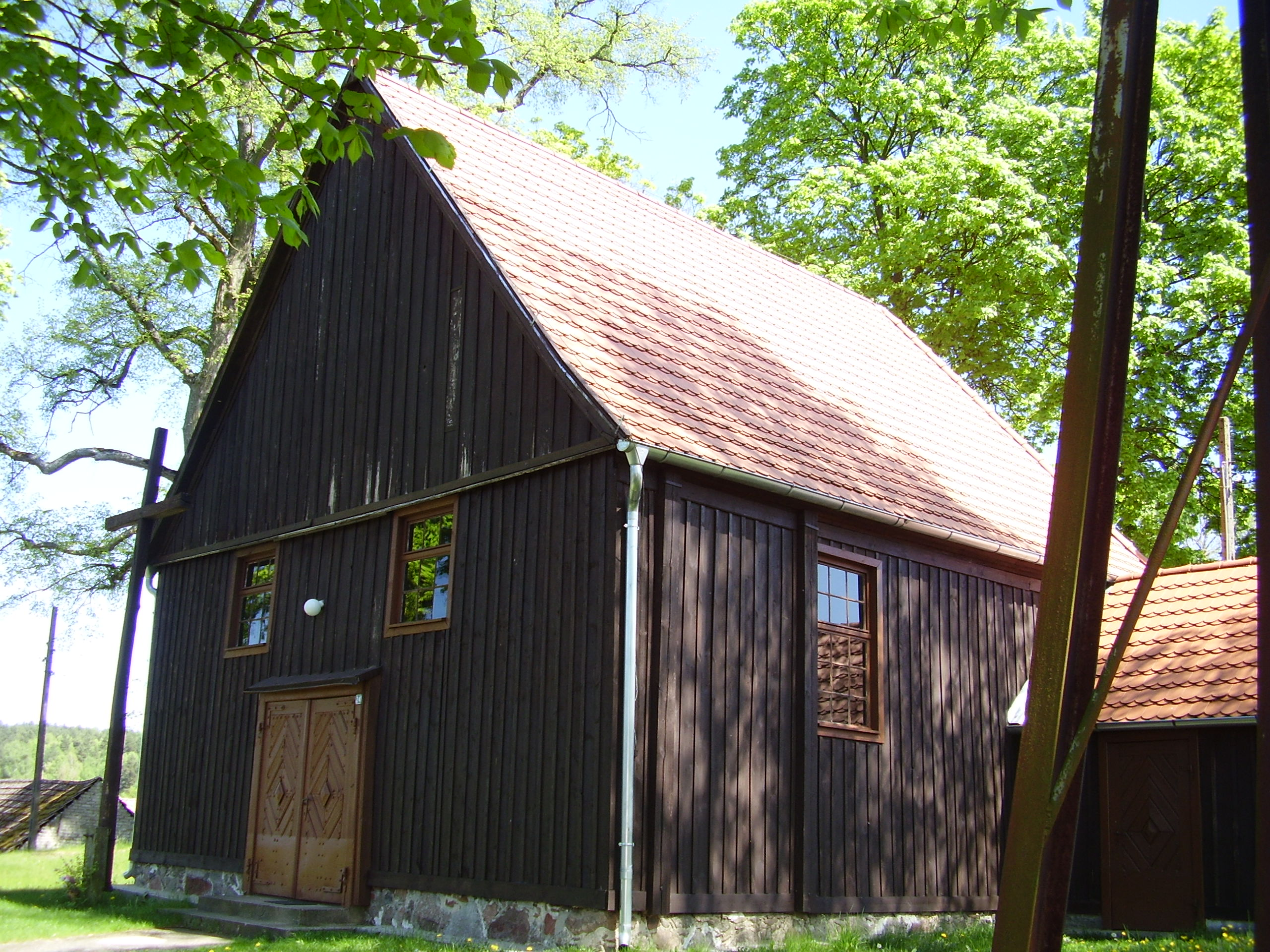
Kościół Nawiedzenia NMP w Strzalinach

Na południowy wschód od wsi Góra Wisielcza (151 m n.p.m.), pozostałości grupy warownej „Góra Wisielcza”, fortyfikacji Wału Pomorskiego (1933–38). Schron ten był najsilniejszą grupą warowną ze wszystkich umocnień niemieckich okresu drugiej wojny światowej. Niezagospodarowane podziemne korytarze o łącznej długości 800 metrów, upodobały sobie nietoperze na jedno z największych w Polsce zimowisk. Od 13 czerwca 2008 teren wraz z otaczającym wzgórze lasem sosnowym (17,83 ha) w rezerwacie przyrody „Strzaliny koło Tuczna”.
W latach 1975–1998 miejscowość administracyjnie należała do województwa pilskiego.